# Helmut Dietl
Helmut Dietl (Bad Wiessee, Baviera, 22 de junio de 1944-Múnich, Baviera, 30 de marzo de 2015) fue un escritor y director de cine alemán; autor del filme Schtonk!.

## Trayectoria
Después de terminar sus estudios secundarios en 1958, Dietl estudió teatro e historia del arte. Ya en el ámbito profesional fue responsable de fotografía y más tarde asistente del director del Teatro de Cámara de Múnich.  Su primer éxito llegó con la serie de televisión Monaco Franze – Der ewige Stenz, para convertirse en un destacado director de cine con la ayuda de los guiones de Patrick Süskind.
En 1998 fue miembro del jurado de la 48.ª edición del Festival Internacional de Cine de Berlín.

## Filmografía

### Cine
| Año  | Título                                                    | Notas                                                 |
| ---- | --------------------------------------------------------- | ----------------------------------------------------- |
| 1979 | Der Durchdreher                                           | Una versión corta de Der ganz normale Wahnsinn        |
| 1992 | Schtonk!                                                  | Nominado para el Óscar a la mejor película extranjera |
| 1997 | Rossini – oder die mörderische Frage, wer mit wem schlief |                                                       |
| 1999 | Late Show                                                 |                                                       |
| 2005 | Vom Suchen und Finden der Liebe                           |                                                       |
| 2012 | Zettl                                                     |                                                       |

### Televisión
| Año  | Título                                           | Notas |
| ---- | ------------------------------------------------ | ----- |
| 1979 | Der ganz normale Wahnsinn                        |       |
| 1983 | Monaco Franze – Der ewige Stenz                  |       |
| 1986 | Kir Royal – Aus dem Leben eines Klatschreporters |       |

## Premios y distinciones
Premios Óscar
| Año  | Categoría                                       | Trabajo nominado | Resultado |
| ---- | ----------------------------------------------- | ---------------- | --------- |
| 1993 | Mejor película extranjera (de habla no inglesa) | Schtonk!         | Nominado  |

- 1996: Premios Bávaros del Cine, mejor director.[4]
- 2013: Deutscher Filmpreis, galardón por su trayectoria.[5]
- 2014: Premio Bambi, galardón por su trayectoria.[5]